# La Bianca
La Bianca è una frazione del comune di Campello sul Clitunno (PG).
Si tratta della frazione che è sede del capoluogo comunale, essendo Campello un comune costituito da più località sparse nel territorio e, successivamente, raggruppate amministrativamente. L'abitato si trova in pianura, a 290 m s.l.m., ed è occupato da 1.889 residenti (dati Istat, 2001 ).

## Storia
Nel XVI secolo in questo luogo si trovava un vasto bosco di querce (La Macchia) ed un sentiero che metteva in comunicazione Campello Alto con la pianura. Lungo la strada si trovava una edicola, affrescata da un ignoto pittore locale, con il ritratto della Vergine e del Bambino, così candida e bionda da essere soprannominata "la Bianca": qui venne realizzato un santuario, nel XVI secolo, e si diffuse il toponimo.
La reliquia della Santa Croce, custodita nel castello di Campello Alto, venne qui traslata nel 1719.
La comunità di Campello prese a riunirsi in questo luogo già da prima del 1860: nel 1887 vi fu definitivamente trasferita la sede comunale.

## Monumenti e luoghi d'interesse
- Il santuario della Madonna della Bianca (1516), autorizzato dal vescovo spoletino Francesco Eroli e costruito da maestranze lombarde. Dapprima si chiamò Madonna del Soccorso, poi Madonna della Misericordia ed infine Madonna della Bianca, così da distinguersi da chiese vicine quali La Bruna (a Castel Ritaldi) e La Rossa (a Pietrarossa). La facciata a due spioventi ha un bel portale in pietra sormontato da un finestrone circolare, risale al 1521 ed è in parte opera di mastro Cione di mastro Taddeo da Como (Lugano?). La pianta è a croce latina, chiusa da una cupola e da una torre campanaria aggiunta nel 1617. All'interno, l'altare maggiore e minore e gli stucchi sono stati progettati nel 1797 da Giuseppe Valadier, in stile rinascimentale-neoclassico. Nell'abside si trova un grande affresco del 1574 di Fabio Angelucci da Mevale di Visso, mentre ai lati lo Spagna ha affrescato Annunciazione e Natività. Vi sono conservate anche tele del XVI e XVII secolo, arredi e mobili d'epoca.
- Ospizio per i pellegrini, costruito accanto alla chiesa.
- Piazza Garibaldi, su cui danno il santuario ed i vari palazzi costruiti in seguito.
- Palazzo Comunale (1887), progettato da Tommaso Zenobi di Trevi, contiene sale affrescate da Coccia da Norcia.
- Chiesa parrocchiale di S. Maria (XVII secolo), contiene dipinti ed affreschi che vanno dal XV al XVII secolo.
- Casone dei Settecamini, antico luogo di ristoro posto lungo la Flaminia: sul tetto, sette comignoli forniscono spiegazione del nome.

## Altre località del territorio
Ravale, Villasoda, Cerasola, Seccabordoni, Santa Maria, Settecamini.

### Villa
Si tratta della parte più antica del borgo, costruita attorno alla fortezza del conte Paolo Campello, che scese qui nel 1347 dopo la sua estromissione dal paese di Campello Alto, operata dai massari del paese. All'interno della residenza signorile si trova un bel teatrino di metà ottocento con finti palchi.

## Economia e manifestazioni
Qui si trova la principale e vasta zona industriale del comune di Campello.
Il lunedì di Pasquetta si svolge la festa della Madonna della Bianca.